# Oquitoa

Oquitoa é um município do estado de Sonora, no México.